# Фредерік III (король Сицилії)
Фредерік III Простакуватий (Federico III il Semplice, 1 вересня 1341 —27 січня 1377) — король Тринакрії (Сицилії) у 1355—1377 роках.

## Життєпис
Походив з Барселонської династії. Син Педро II, короля Сицилії, та Елізабети Карінтійської. Відповідно за рішенням свого батька був спадкоємцем другого порядку. У 1342 році втратив батька. У 1355 році помер його двоюрідний брат Фредерік, герцог Афінський і Неапотрії. Фредерік  успадкував ці титули, ставши новим герцогом. Того ж року після смерті свого брата короля Людовіка I, що не мав законних спадкоємців, успадкував трон Тринакрії.
За малолітнього короля спочатку панувала його сестра Евфимія, яка керувала до своєї смерті у 1359 році. Остання зуміла до 1357 року повністю відновити королівську владу над усією Сицилією, звільнивши міста Мілаццо, Палермо, Сіракузи та Марсалу.
Був змушений протистояти двом потужним родинам — Алагона (на чолі із юстиціарієм Артале I) і Россо (на чолі із графом Генріхом III). В боротьбі з ними регентка спиралася на міста королівства. У 1356 році в умовах розгардіяшу Людовік I, король Неаполя, спробував захопити Мессіну, але Артлае I Алагон завдали ворогові поразки на морі і суходолі.
У 1357 році було оголошення про повноліття короля, але той зберіг владу сестри Евфимії. Це викликало невдоволення знаті. В цих умовах звернувся до Педро IV, короля Арагону, пропонуючи герцогства Афінське і Неопатрія в обмін на військову допомогу, але отримав відмову. У 1361 році одружився з донькою короля Арагону. Своєю ставкою обрав замок Патерно.
Невдовзі поновилося протистояння сицилійської (або латинської) партії на чолі із родом К'ярамонте і каталонською на чолі із родом Алагона.
За цього короля відновилися переслідування жидів. Король у 1369 році видав наказ, згідно якого юдеї повинні були носити спеціальний знак (чоловік під підборіддям, жінки — на грудях).
У 1372 році угодою в Вілленуеве домовився з Джованною I, королевою Неаполя, і папою римським Григорієм XI (ратифікував у 1373 році), які визнали королівський статус Федеріка III в обмін на визнання васальної залежності від Неаполя і сплати щорічної данини у 15 тис. флоринів. Тоді ж одружився з представницею впливового прованського роду Бо. В подальшій боротьбі з баронами спирався на Енріко ді Вентімілья-Джераче, але того було вбито 1374 року в Мессіні.
Король Сицилії витримав тиск Педро IV, короля Арагону, який вимагав визнати його своїм спадкоємцем. У 1377 році влаштував заручини з Антонією, дочкою Бернабо Вісконті, але помер до того, як весілля відбулося. Владу успадкувала його донька Марія.

## Родина
1. Дружина — Констанція, донька Педро IV, короля Арагону
Діти:
- Марія (1363—1401), королева у 1377—1401 роках

2. Дружина — Антонія дель Бацо, донька Франциска I, герцога д'Андрія
Дітей не було
Бастард:
- Вільгельм (д/н-1380), граф Мальти і Гозо